# LIVE AT THE FORUM
『LIVE AT THE FORUM』（ライブ・アット・ザ・フォーラム）は、BABYMETALの8作目の映像作品。

## 概要
2019年にアメリカのザ・フォーラムで行われたBABYMETALとしては初の北米アリーナ公演「METAL GALAXY WORLD TOUR LIVE AT THE FORUM」の模様を収めており、2020年5月13日にDVD版とBlu-ray版の2形態で発売された。公演内容は、3rdアルバム『METAL GALAXY』の収録曲を中心とした15曲で構成されたものとなっている。なお、メンバーズサイト「THE ONE」会員限定で数量限定販売の「LIVE AT THE FORUM – THE ONE LIMITED EDITION -」もリリースされており、通常盤（Blu-ray1枚組）に加え、本公演のライブ音源（CD2枚組）・ブックレットが付属する。

## チャート成績
オリコンチャートにて、発売初週の5月25日付週間ランキングでDVD版およびBlu-ray（以下BD）版で総合3位に初登場、DVD・BDの合計で2.3万枚の売り上げを記録した。音楽DVDとBDの売上を合算した総合ミュージック映像ランキングでは1位を獲得、ミュージックDVD・BDの1位は、『LIVE AT BUDOKAN 〜RED NIGHT & BLACK NIGHT APOCALYPSE〜』から6作連続・通算6作目となり、ミュージックDVD・BDランキング連続1位獲得数は、Perfumeと並ぶ女性アーティスト歴代1位タイとなった。

## 収録内容
※DVD/Blu-ray/WEB会員限定盤付属CD共通
1. FUTURE METAL
2. DA DA DANCE (feat. Tak Matsumoto)
3. メギツネ
4. Elevator Girl
5. Shanti Shanti Shanti
6. Kagerou
7. Starlight
8. ギミチョコ！！
9. PA PA YA!! (feat. F.HERO)
10. Distortion (feat. Alissa White-Gluz)
11. KARATE
12. ヘドバンギャー！！
13. Road of Resistance
14. Shine
15. Arkadia

## 参加サポートメンバー

### ダンサー
アベンジャーズ（サポートダンサー）
- 岡崎百々子

※1～5、10～13曲目のみ
- 鞘師里保

※6～9、14～15曲目のみ

### ミュージシャン
神バンド（バックバンド）
- メンバー
  - C.J.Masciantonio - ギター
  - Chris Kelly - ギター
  - Clint Tustin - ベース
  - Anthony Barone - ドラムス